# Hôpital Andral

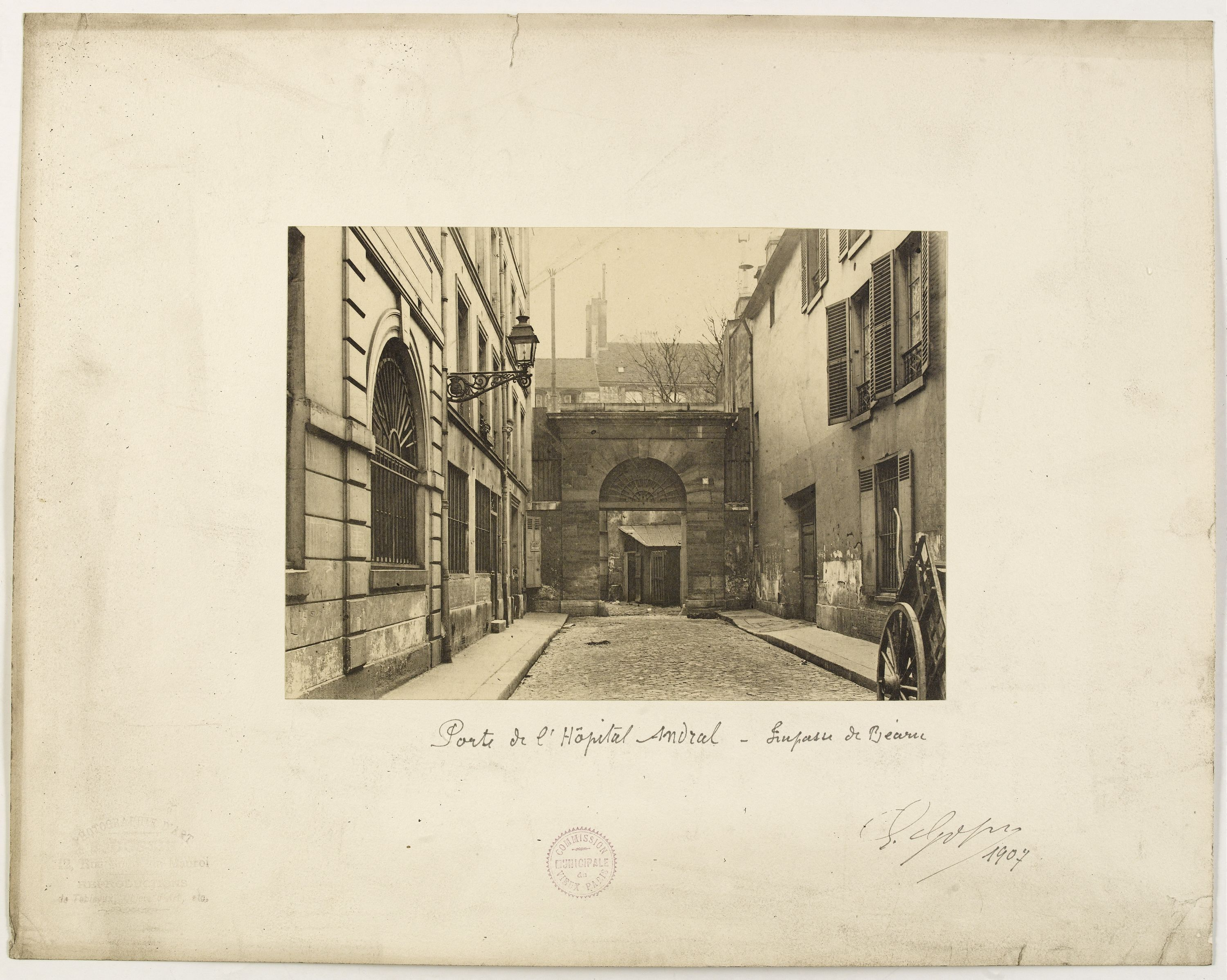
Photographie de l’hôpital en 1907

L'hôpital Andral est le nom de deux anciens établissements hospitaliers de Paris. 

## Historique

### 3earrondissement: hôpital des Tournelles (1880-1906)
L'hôpital des Tournelles ouvre en février 1880 dans les locaux de l'hôpital des Hospitalières de la Charité Notre-Dame, rue de Béarn. Jusqu'en 1883, l'hôpital n'est qu'une
annexe des autres établissements parisiens. Il fonctionne par intermittence et ferme l'été. À partir de 1884, le service de médecine générale des Tournelles fonctionne en continu. Le 10 février 1885, l'hôpital des Tournelles est renommé hôpital Andral en l'honneur de Gabriel Andral. Le 1er mai 1906, un arrêté préfectoral autorise l'Assistance publique - Hôpitaux de Paris à procéder à la désaffectation de l'hôpital Andral. L'édifice est démoli dans le courant de l'année 1907. La rue Étienne-Marcel-prolongée (actuelle rue Roger-Verlomme) est tracée à son emplacement.

### 19earrondissement: hôpital du bastion 27 (1903-1933)
L'établissement ouvre le 1er mai 1903 sous le nom d'hôpital du bastion 27, car il occupe l'ancienne caserne d'octroi du bastion no 27 de l'enceinte de Thiers mise à disposition de l'Assistance publique - Hôpitaux de Paris. Il est accessible depuis le boulevard Macdonald,. Il prend son nom définitif en 1906 en l'honneur de Gabriel Andral, après la fermeture du premier hôpital Andral. Il ferme en 1933 après l'ouverture de nouveaux services au sein de l'hôpital Bichat.
Le 7 août 1918, durant la première Guerre mondiale, un obus lancé par la Grosse Bertha explose dans l'hôpital Andral.